# Curralinho
Curralinho là một đô thị thuộc bang Pará, Brasil. Đô thị này có diện tích 3617,24 km², dân số năm 2007 là 23573 người, mật độ 6,5 người/km².